# Iliade d'Hermoniakos
L'Iliade d'Hermoniakos (en grec moderne : Ἰλιάς Κωνσταντίνου Ἑρμονιακοῦ) est une paraphrase byzantine en vers du XIVe siècle de l'Iliade composée par Constantin Hermoniakos. Le poème est commandé par le despote d'Épire, qui demande à Hermoniakos d'écrire une nouvelle version de cette épopée dans la langue vernaculaire grecque.

## Contexte et texte
Constantin Hermoniakos est un érudit et poète byzantin du XIVe siècle. On sait peu de choses sur lui, si ce n'est qu'il vivait dans les cercles courtois d'Arta, capitale du despotat d'Épire, État successeur de l''Empire byzantin. Après avoir été commissionné par le despote Jean II Orsini (1323–1335) et sa femme Anne Paléologue, vers 1330, il compose sa paraphrase de l'Iliade épique d'Homère. Le poème se compose de 8 799 octasyllabes trochaïques sans rimes et est divisé en 24 rhapsodies et 142 chapitres.

## Contenu et style
L'Iliade d'Hermoniakos est principalement basée sur deux œuvres du XIIe siècle : le Synopsis Chronike de Constantin Manassès et les Allégories de l'Iliade de Jean Tzétzès. Son intention est de rendre Homère facile à comprendre pour ses contemporains. Alors que certaines sections sont copiées textuellement, d'autres sont considérablement modifiées pour supprimer les références « païennes » aux dieux olympiens et pour refléter les circonstances plus familières du monde grec de la fin du Moyen Âge. Quant à l'intrigue, Hermoniakos traite à la fois de la guerre elle-même ainsi que des événements qui se sont produits avant et après. Cependant il falsifie les événements de l'Iliade et introduit des personnages qui sont étrangers au cycle troyen, donnant ainsi par exemple à Achille un régiment de troupes hongroises et bulgares.
Le poème est écrit dans une langue vernaculaire avec un mélange d'idiomes savants et populaires,. De plus, il a été soutenu que le travail d'Hermoniakos est un exemple de pédantisme byzantin et montre considérablement moins d'exposition à la romance courtoise occidentale que d'autres œuvres de cette époque, comme le roman de Kallimachos et Chrysorrhoe.

## Édition
L'ouvrage a été publié par Émile Legrand en 1890 : La guerre de Troie : poème du XIVe siècle en vers octosyllabes par Constantin Hermoniacos, Paris, Maisonneuve, coll. « Bibliothèque grecque vulgaire » (no 5), 1890, XIII-480 p. (lire en ligne).